# Дампир (архипелаг)
Дампир е архипелаг в близост до континенталната част на Западна Австралия. Състои се от 42 острова. Наименуван е на Уилям Дампир, английски буканиер посетил района през 1699 г. В района през 1868 г. се извършва масово клане над аборигени от бели в което са избити между 20 и 150 аборигени.